# Jonnie Karlsson
Kevin Jonnie Karlsson, född 20 augusti 1981 i Visby, är en svensk ishockeyspelare.
Karlsson började sin ishockeykarriär i moderklubben Roma IF i Visby. I början på säsongen 1999 flyttade Karlsson till Västerås och började att spela i Västerås Hockeys J20-lag, för att sedan kliva upp till a-laget efter ett try-out kontrakt säsongen 2000. Under följande säsong spelade Karlsson för Malmö Redhawks, som då höll till i Elitserien. Totalt spelade Jonnie Karlsson 27 matcher i Elitserien med Västerås och Malmö. Mellan säsongerna 2001 och 2003 höll Karlsson till i Nyköpings Hockey och flyttade sedan till Umeå.
Karlsson började då att spela för Tegs SK och producerade 15 poäng på 35 matcher. Mellan 2004 och 2009 spelade Jonnie Karlsson för IF Björklöven i Hockeyallsvenskan, vilket resulterade i 203 matcher och 65 poäng. Efter en säsong i Västerås är han till säsongen 2010-2011 tillbaka i Björklöven.